# Salarié protégé
En droit français, les salariés protégés bénéficient d'une protection particulière contre le licenciement. Il s'agit principalement de salariés exerçant des fonctions représentatives. La rupture du contrat de travail des salariés protégés, en dehors de la démission, fait l'objet d'une procédure d'autorisation administrative préalable devant l'inspecteur du travail. 
D'autres catégories de salariés bénéficient d'une protection particulière prévue par le code du travail, sans avoir la qualité de salariés protégés :
- Les femmes enceintes (articles L. 1225-1 et suivants du code du travail français)
- Les salariés victimes de maladies professionnelles ou d'accidents du travail : article L. 1226-9 du code du travail

## Bénéficiaires de la protection
- Les personnes qui bénéficient de la procédure spéciale de licenciement sont prévus à l'article L. 2411-1 du code du travail

- Les salariés qui bénéficient de dispositions analogues au titre des articles L. 225-31 à L. 225-34 du Code de commerce en raison de leur position d'administrateur salarié.

- Sont protégés pendant toute la durée de leur mandat[1] :
  - les membres du comité social et économique,
  - les délégués du personnel,
  - les membres du CE,
  - les membres du CHSCT,
  - les délégués syndicaux, les représentants syndicaux au comité d'entreprise ou au comité social et économique,
  - les conseillers du salarié, les défenseurs syndicaux et les conseillers prud'hommes,
  - les représentants des salariés dans le cadre des procédures collectives,
  - etc.

- Sont protégés pendant six mois à partir de la publication des candidatures : 
  - les candidats aux fonctions de membre du comité d'entreprise et les salariés ayant demandé ces élections,
  - les candidats aux fonctions de délégués du personnel et les salariés ayant demandé ces élections,
  - les candidats aux fonctions de membre du comité social et économique et les salariés ayant demandé ces élections,
  - les candidats aux fonctions de conseiller prud'hommes,
  - Les salariés mandatés par une organisation syndicale sont protégés pendant la durée de la négociation et six mois après la signature de l'accord.

- Sont protégés pendant six mois après la cessation de leur mandat : 
  - les anciens membres élus au comité d'entreprise,
  - les anciens délégués du personnel,
  - les anciens représentants au CHSCT,
  - les anciens membres du comité social et économique,
  - les anciens conseillers prud'hommes et les anciens représentants syndicaux au comité d'entreprise, s'ils ont exercé leur fonction pendant deux ans.

- Sont protégés pendant douze mois après la cessation de leur mandat : 
  - les anciens délégués syndicaux, s'ils ont exercé leur mandat pendant au moins un an,
  - les anciens conseillers du salarié.

En 2019, en raison de la fusion des instances représentatives du personnel (IRP) et leur regroupement en cours dans le comité social et économique (CSE), le nombre d’élus salariés « protégés » chute de 700 000 à 500 000. 

## Étendue de la protection
Pour tous les modes de rupture du contrat de travail, l'administration vérifie que le projet de rupture du contrat ne soit pas lié au mandat détenu par le salarié protégé. Si le lien avec le mandat est retenu, l'autorisation peut être refusée.  

### Licenciement
Le salarié protégé bénéficie de la protection quel que soit le motif du licenciement. En cas de licenciement pour motif économique, l'inspecteur du travail s'assure de la réalité des difficultés économiques et des efforts de reclassement de la part de l'employeur. S'il s'agit d'un motif disciplinaire, l'inspecteur vérifie la réalité des griefs invoqués et leur imputabilité au salarié.

### Transfert du contrat de travail
Une modification dans la situation juridique de l'employeur peut nécessiter de saisir l'administration du transfert de salariés protégés. Avant tout transfert du contrat de travail d'un salarié protégé, l'administration vérifie que ce transfert est sans lien avec le mandat détenu.  
Si le transfert est autorisé, selon la situation, le salarié protégé peut perdre son mandat représentatif. 

### Rupture conventionnelle
Depuis la création de la rupture conventionnelle en 2008, ce mode de rupture du contrat de travail des salariés protégés est soumis à une procédure d'autorisation préalable. Le projet de rupture est soumis à l'avis du comité d'entreprise. Une demande d'autorisation est adressée à l'inspecteur du travail qui s'assure de la validité de la procédure suivie. 

### Mise à la retraite
La mise à la retraite est soumise à la même procédure, contrairement au départ volontaire à la retraite, non soumis à autorisation. 

## Procédure applicable
Après l'entretien préalable à licenciement, l'employeur qui envisage le licenciement d'un salarié protégé doit respecter une procédure spécifique. Selon les mandats, dans les entreprises de plus de 50 salariés dotées d'un comité social et économique, le projet de licenciement lui est soumis pour avis. Ensuite, l'employeur doit obtenir l'autorisation de l'inspecteur du travail.